# Gare de Marlenheim
La gare de Marlenheim est une ancienne gare ferroviaire française de la ligne de Sélestat à Saverne, située sur le territoire de la commune de Marlenheim, dans le département du Bas-Rhin, en région Grand Est.
Situé sur une portion de ligne mise en service en 1864 et démantelée en 1993, le bâtiment de la gare est reconverti en habitation.

## Situation ferroviaire
Établie à 185 mètres d'altitude, la gare de Marlenheim était située au point kilométrique (PK) 43,644 de la ligne de Sélestat à Saverne entre les gares fermées de Kirchheim et de Wangen.

## Histoire
La ligne de Molsheim à Wasselonne est livré à l'exploitation le 29 septembre 1864, par la Compagnie des chemins de fer de l'Est. Il s'agit alors d'une simple ligne vicinale en impasse embranchée à Molsheim sur une ligne partant de Strasbourg et aboutissant aux gares de Barr et Mutzig, également en impasse. Un demi-tour est obligatoire pour les trains de la ligne de Wasselonne afin de poursuivre vers Strasbourg et la vitesse commerciale ne dépasse guère les 40 km/h.
À la suite de la défaite de la Guerre franco-allemande de 1870, l'Alsace-Lorraine est annexée à l'Allemagne. La ligne est prolongée entre Sélestat et Barr, d'une part, et de Wasselonne à Saverne de l'autre, donnant ainsi à la Direction générale impériale des chemins de fer d'Alsace-Lorraine un itinéraire de contournement de Strasbourg. Plusieurs bâtiments de gare de la ligne de 1864 sont reconstruits ou remplacés. La ligne redevient française après l'armistice de 1918 et l'Administration des chemins de fer d'Alsace et de Lorraine est alors créée pour exploiter ce réseau jusqu'à la création de la Société nationale des chemins de fer français (SNCF) en 1938.
Le service des trains de voyageurs est supprimé sur la section entre Molsheim et Saverne en 1969. Le trafic de marchandises subsistera sur la section reliant Molsheim à Romanswiller jusqu’en 1988. La ligne est déclassée en 1993 puis déposée en totalité. Les bâtiments voyageurs et les halles de marchandises ont été vendus à des particuliers et l’ancienne plate-forme de la voie ferrée a été transformée en piste cyclable qui relie Molsheim à Romanswiller.

## Patrimoine ferroviaire
Le bâtiment voyageurs construit par la Compagnie de l'Est sert d'habitation. Dans son état d'origine, il est de plan rectangulaire avec deux travées et un étage. L'allongement à quatre travées, l'ajout d'un avant-corps surmonté d'un pignon côté rue et d'une halle à marchandises en bois doit remonter à la période 1871-1918.